# Бош, Евгения Богдановна
Евге́ния Богда́новна (Го́тлибовна) Бош (урождённая Майш; 22 августа [3 сентября] 1879, Аджигиол, Херсонская губерния — 5 января 1925, Москва) — активная участница революционного движения в России и на Украине.

## Биография
Родилась 22 августа (3 сентября) 1879 года в селе Аджигиол Одесского уезда Херсонской губернии (ныне Николаевской области). Происходила из семьи выходца из Вюртемберга немца Готлиба Майша, который приобрёл значительные земельные угодья на Херсонщине, и бессарабской дворянки Марии Парфентьевны Круссер. Двоюродный брат (сын родного брата матери Семёна Парфентьевича Круссера) — советский военачальник времён Гражданской войны Александр Круссер. Дядя — военинженер 1-го ранга Георгий Пафнутьевич Круссер (1878–1938), мичман (1901), капитан 2-го ранга (1913), в советское время начальник морского отдела научно-испытательного артиллерийского полигона; репрессирован.
Три года посещала Вознесенскую женскую гимназию. В 1896 году во время обучения вступила в брак с владельцем небольшой каретной мастерской Петром Бошем, который был старшее её на 12 лет. В конце 1890-х гг. познакомилась с социал-демократами и погрузилась в революционную работу. В 1901 году вступила в РСДРП. После II съезда РСДРП определилась как большевичка.

### Участие в революционной деятельности до революции
Воспитывая двух дочерей, одновременно занималась самообразованием. В начале 1907 года развелась с мужем и поселилась в Киеве. Установила контакт с местными большевиками, вместе с младшей двоюродной сестрой Еленой Розмирович вела подпольную революционную деятельность. В феврале 1911 года — секретарь Киевского комитета РСДРП(б), завязала переписку с В. Лениным и Н. Крупской.
В 1911 году была арестована. На суде в Екатеринбурге в 1913 году её адвокатом был Керенский.
В апреле 1912 года была арестована. За год предыдущего заключения в Екатеринбургской тюрьме её здоровье (к этому она уже страдала болезнями сердца и лёгких) значительно ухудшилось. Тяжело больную чахоткой Киевская судебная палата осудила её к лишению гражданских прав и пожизненной ссылке в Сибирь.
В отдалённой Качугской волости Верхоленского уезда, чуть позже в селе Усолье Иркутской губернии, куда она была сослана, задержалась недолго. Вместе с другим руководителем киевских большевиков, который проходил по одному делу с Е. Бош, — Г. Пятаковым, она бежала через Владивосток в Японию, а потом переехала в США и наконец — в Швейцарию. На Бернской конференции заграничных секций РСДРП Е. Бош и Г. Пятаков образовали оппозицию В. И. Ленину, примкнув к так называемой «Божийской группе» (по названию предместья Монтрё — Божьи), в которую входили Н. Бухарин, Н. Крыленко, Е. Розмирович. После обострения разногласий между руководителями ЦК РСДРП (главным образом, в оценке национального вопроса) вместе с Г. Пятаковым переехала в столицу Швеции — Стокгольм, а потом в столицу Норвегии — Христианию (Осло).
Возвратившись вскоре после отречения Николая II в Россию, Е. Бош и Г. Пятаков приложили немало сил, чтобы организовать оппозицию ленинскому курсу на социалистическую революцию — сначала в Петрограде, а потом в Киеве. Однако после Апрельской конференции РСДРП(б) (Е. Бош была её делегатом) она перешла на ленинские позиции. Была избрана главой окружного, потом секретарём областного комитета РСДРП(б) Юго-Западного края. Как делегат принимала участие в работе VI съезда большевистской партии.

### Партийная и государственная деятельность после революции
К тому времени достиг максимума её конфликт с секретарём Киевского комитета РСДРП(б) Г. Пятаковым. Идейные споры привели даже к разрыву их супружеских связей (они находились в гражданском браке). В октябрьские дни 1917 года находилась в Виннице, была одним из руководителей вооружённого восстания против войск Временного правительства, которое было подавлено верными Временному правительству войсками во главе с В. А. Костицыным. Принимала деятельное участие в подготовке областного (краевого) съезда РСДРП(б) в Киеве (3–5 декабря 1917 г.), который стремился создать всеукраинскую организацию большевиков — РСДРП(б) — социал-демократия Украины, вошла в состав избранного съездом главного комитета этой организации.
О действиях Бош в период вооружённого восстания против войск Временного правительства (ноябрь–декабрь 1917 г.) пишет Гетман Украинской державы Скоропадский:
… Фронта, собственно говоря, в это время уже не было: окопы все были брошены, всё дерево уже давно вытаскивалось оттуда на топливо. Были лишь части, скорее сборища солдат и офицеров, которые стояли в ближайших от фронта деревушках и занимались митингами. Положение начальства самое дикое, да оно почти всюду отставлялось комитетами и заменялось всякими проходимцами. … По приезде на станцию Деражня я узнал, что 2-й Гвардейский корпус, пройдя с фронта, как я уже выше говорил, Подольскую губернию под предводительством агитаторши Бош, весь сосредоточился у Жмеринки и что ходят слухи о том, что он собирается идти на Киев.

Я невольно призадумался над создавшимся положением, когда даже некому стало защищать Киев от большевиков, и пришёл к решению, что я к Крыленко на фронт не пойду, а двинусь энергично на Киев с тем, чтобы быть в состоянии преградить доступ 2-му Гвардейскому корпусу в город.
Была одним из организаторов Всеукраинского съезда Советов, провозглашения Украины советской республикой — Украинской Народной Республикой Советов (УНРС), формирования её органов государственной власти. В декабре 1917 г. по её инициативе делегаты-большевики и представители левых течений ряда других партий покинули съезд Советов в Киеве, на котором они оказались в меньшинстве, переехали в Харьков, объединились там с делегатами III Донецко-Криворожского областного съезда Советов и провели 11–12 декабря I Всеукраинский съезд Советов. Съезд провозгласил Украину республикой советов, заявил о её федеративной связи с Советской Россией, объявил власть Центральной Рады в Украинской Народной республике недействительной, а законы и распоряжения — недействующими. На Украину распространялось действие декретов Совнаркома Советской России.
Являлась одним из членов ЦИК Советов Украины — высшего органа власти в советской республике, который сформировал исполнительный орган власти — Народный секретариат. Это оказалось нелёгким делом. К разногласиям между «хозяевами» (харьковчанами) и «приезжими» (киевлянами) о нормах представительства своих сторонников прибавился и существенный недостаток кадров украинского происхождения. Наконец, сошлись на том, что претенденты на правительственные должности должны иметь прежде всего высокие деловые и политические качества и быть «по возможности с украинскими фамилиями». Поскольку на должность руководителя правительства «настоящего украинца» не нашли, было решено «главу Совета народных секретарей временно не избирать». Также постановили, что «народный секретарь внутренних дел будет координировать работу Народного секретариата», иными словами, станет исполняющим обязанности главы правительства. Эту должность 17 декабря заняла Е. Бош. В тот же день ЦИК Советов Украины решил «организовать при президиуме ЦИК отдел управления, который должен работать под руководством народного секретаря внутренних дел». Этим постановлением дополнительно подтверждался статус Е. Бош как фактического руководителя правительства. До конца января 1918 года правительство находилось в Харькове, 30 января перенесло свою работу в Киев, в начале марта — в Полтаву.
Поспешный и немотивированный переезд Народного секретариата в Киев она со временем стала считать ошибочным. Условия для деятельности правительства по многим причинам значительно ухудшились. В обстановке сплошного хаоса, нарастания внутренних разногласий, Е. Бош с её деятельной, неугомонной вплоть до фанатизма натурой всё чаще стала прибегать к решительным, резким шагам и решениям. Оппоненты начали называть её «диктатором» и даже предпринимать шаги к изоляции. Понимая это, сама инициировала передачу своих функций Н. Скрипнику, который вёл себя значительно обдуманнее.
Не соглашалась без боя оставлять австро-германским войскам Киев, однако её позицию не разделяло большинство коллег из политического и военного руководства УССР. Её буквально насильно эвакуировали из Киева. Было выдвинуто требование о смещении её с должности фактического главы правительства. Учитывая сказанное, а также в знак несогласия с подписанием Брестского мира, по которому советская Россия признавала мирное соглашение ЦР с Германией и её союзниками, 4 марта она сложила свои полномочия народного секретаря. Правительство осталось без руководителя, в связи с чем в этот же день на должность главы Народного секретариата избрали Н. Скрипника.
Увлёкшись «левокоммунистическими» взглядами, революционерка отказалась эвакуироваться с руководящими учреждениями УССР в г. Екатеринослав. Она стала политработником в группе войск В. Примакова, которая с тяжёлыми боями на протяжении двух месяцев отступала из района г. Бахмач (ныне Черниговской обл.) к Мерефе (ныне Харьковской обл.). Произошло новое обострение болезни. Немного подлечившись в Тамбове и Липецке, приняла участие в работе I съезда КП(б)У в Москве.
По настоянию В. И. Ленина и Я. М. Свердлова Е. Бош направили в Пензу, где она возглавила губернский комитет РКП(б). В этом регионе, по мнению В. И. Ленина, была «необходима твёрдая рука» для активизации работы по изъятию хлеба у крестьянства. В Пензенской губернии надолго запомнили жестокость Е. Бош, проявленную при подавлении крестьянских восстаний в уездах. Когда пензенские коммунисты — члены губисполкома воспрепятствовали её попыткам устроить массовые расправы над крестьянами, в телеграмме на имя В. И. Ленина она обвинила их «в излишней мягкости и саботаже». Исследователи склоняются к мнению, что Е. Бош, будучи «психически неуравновешенным человеком», сама спровоцировала крестьянские волнения в Пензенском уезде, куда её направили в качестве агитатора продотряда. По воспоминаниям потомка очевидца, якобы «в с. Кучки Бош во время митинга на сельской площади лично застрелила крестьянина, отказавшегося сдавать хлеб. Именно этот поступок возмутил крестьян и вызвал цепную реакцию насилия». Жестокость Е. Бош по отношению к крестьянству сочеталась с её неспособностью пресечь злоупотребления своих продотрядовцев, многие из которых не сдавали государству изъятый у крестьян хлеб, а обменивали на вино и водку. Данный эпизод был записан со слов потомка очевидца этих событий историком Виктором Кондрашиным в 1999 году. В октябре 2018 года в переписке с украинским историком Андреем Здоровым Виктор Кондрашин подтвердил, что он не проверял достоверность источника, по этой причине Кондрашин не включил указанный эпизод в свою докторскую диссертацию «Крестьянское движение в Поволжье 1918—1922 гг.».
После обострения ситуации на Южном фронте ЦК РКП(б) прикомандировал её на Юг России. Она возглавила политотдел Реввоенсовета Каспийско-Кавказского фронта. От коммунистов Астрахани была делегатом VIII съезда РКП(б). Затем работала в Совете обороны Литовско-Белорусской ССР, а также на должности особоуполномоченного Совнаркома УССР в прифронтовой с деникинцами зоне.
Болезнь давала себя знать всё чаще и чаще, всякий раз надолго приковывая Е. Бош к постели. Некоторое время она работала в ЦК Всероссийского профсоюза земли и леса, Наркомате образования, в комиссии Центросоюза и Наркомпрода по помощи голодающим, в наркомате рабоче-крестьянской инспекции. Правительство не раз направляло Е. Бош на лечение в Грузию, Германию, Италию. Там она начала писать автобиографию в форме писем к дочерям (работа не была завершена) и книгу «Год борьбы. Борьба за власть на Украине с апреля 1917 года до немецкой оккупации».
Когда мучения от болезни стали невыносимыми, Е. Бош покончила жизнь самоубийством в Москве 5 января 1925 года. Похоронена на Новодевичьем кладбище.
Книга «Год борьбы» вышла в свет в 1925 году уже после смерти автора (переиздана в 1990 году).

## Семья
- Первый муж — Петр Бош, предприниматель.
- Второй муж — Георгий Леонидович Пятаков (1890—1937), советский партийный, хозяйственный и государственный деятель. Активный участник революции и гражданской войны. Первый руководитель коммунистической партии Украинской ССР. Арестован 12 сентября 1936 по делу «Параллельного антисоветского троцкистского центра». Осужден к ВМН ВКВС СССР 30 января 1937 г. Расстрелян 1 февраля 1937 года. Реабилитирован посмертно в 1988 году.
  - Сын — Григорий Георгиевич Пролетарский (Пятаков) (1919—2011). После ареста отца и приемной матери Людмилы Дитятевой содержался в Киевском детском доме, в детдоме дана новая фамилия — Пролетарский.
  - Внук — Павел Григорьевич Пролетарский

## Память
Вскоре после смерти — 10 мая 1925 года — в Киеве в честь Евгении Бош был назван новый мост через Днепр (разрушен 19 сентября 1941 года).
В честь Евгении Бош в Киеве также были названы спуск (с 1928 по 1940 год) и улица (с 1966 по 1999 год) ныне улица Катерины Белокур. В Харькове в период с 1925 по 1953 год также существовала улица её имени, ныне — улица Богдана Хмельницкого.
В 2015 году после принятия Закона Украины «Об осуждении коммунистического и национал-социалистического (нацистского) тоталитарных режимов в Украине и запрете пропаганды их символики» фамилия Евгении Бош Украинским институтом национальной памяти было включено в списки лиц, чья деятельность подпадает под действие законов о декоммунизации.